# 大勃律之戰

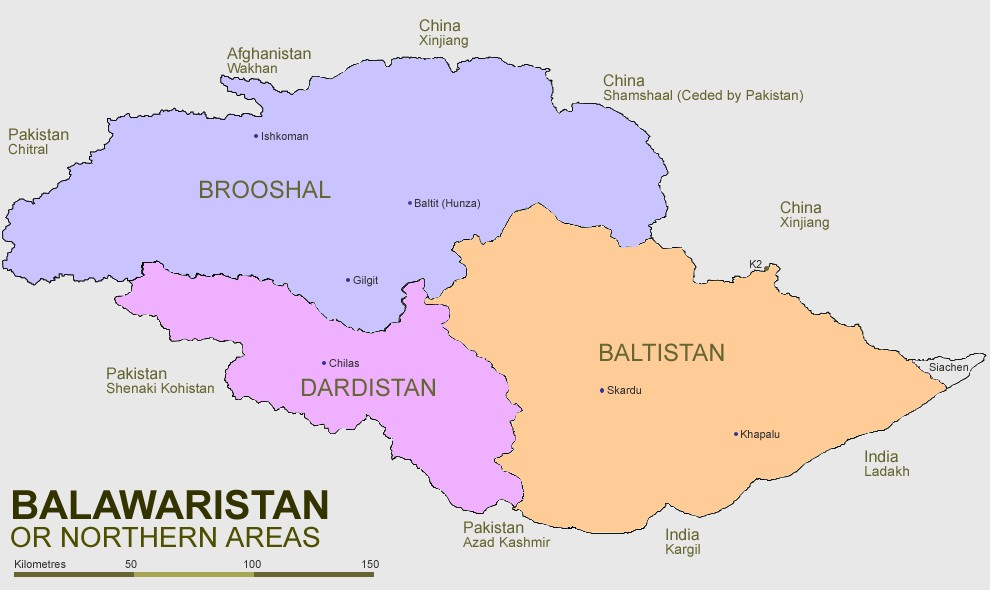
大勃律國所在位置.

大勃律之戰是是唐朝与吐蕃的战争中的战役。天寶十二年(公元753年)，安西节度使封常清率军击败依附吐蕃的大勃律国。大勃律之戰也是唐朝最後一次在西域的戰爭。

## 經過
天寶十二年(公元753年)，安西節度使封常清率軍進攻大勃律國(今克什米爾巴爾蒂斯坦)。進至菩薩勞城(今克什米爾中部一帶)時，唐先頭部隊屢次獲勝，封常清欲揮軍乘勝追擊，這時斥侯府果毅段秀實進諫，認為：“賊兵羸，餌我也，請備左右，搜其山林。”封常清採納其建議，派兵搜索，果然發現伏兵，唐軍大敗其眾「大破之，受降而還」。大勃律此戰失利後，被迫歸降，封常清率軍凱旋。 

## 影響
此戰過後唐朝開始逐漸擺脫天寶十年(公元751年)怛羅斯戰役失利的陰霾，天寶十三年（公元754年）中亞昭武九姓諸胡九國王共同上表，請求與唐朝共擊阿拉伯帝国阿拔斯王朝。這說明唐朝在西域仍然有著強大的勢力和影響力。然而隔年天寶十四年(公元755年)發生安史之亂，唐朝已無心力經略西域，大勃律之戰成為唐朝最後一次在西域用兵。